# エプロン

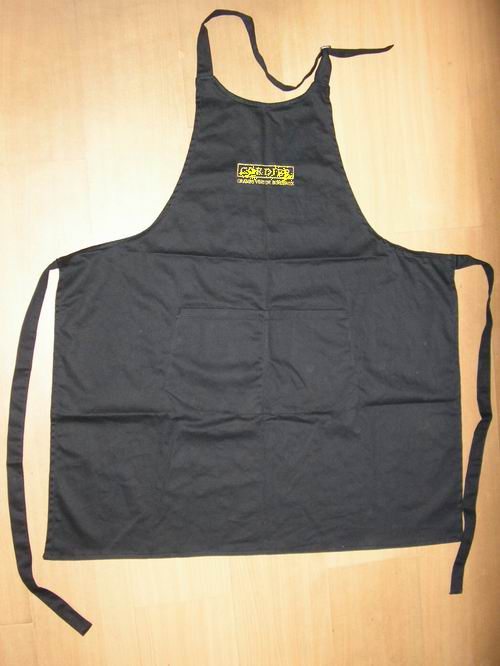
エプロン

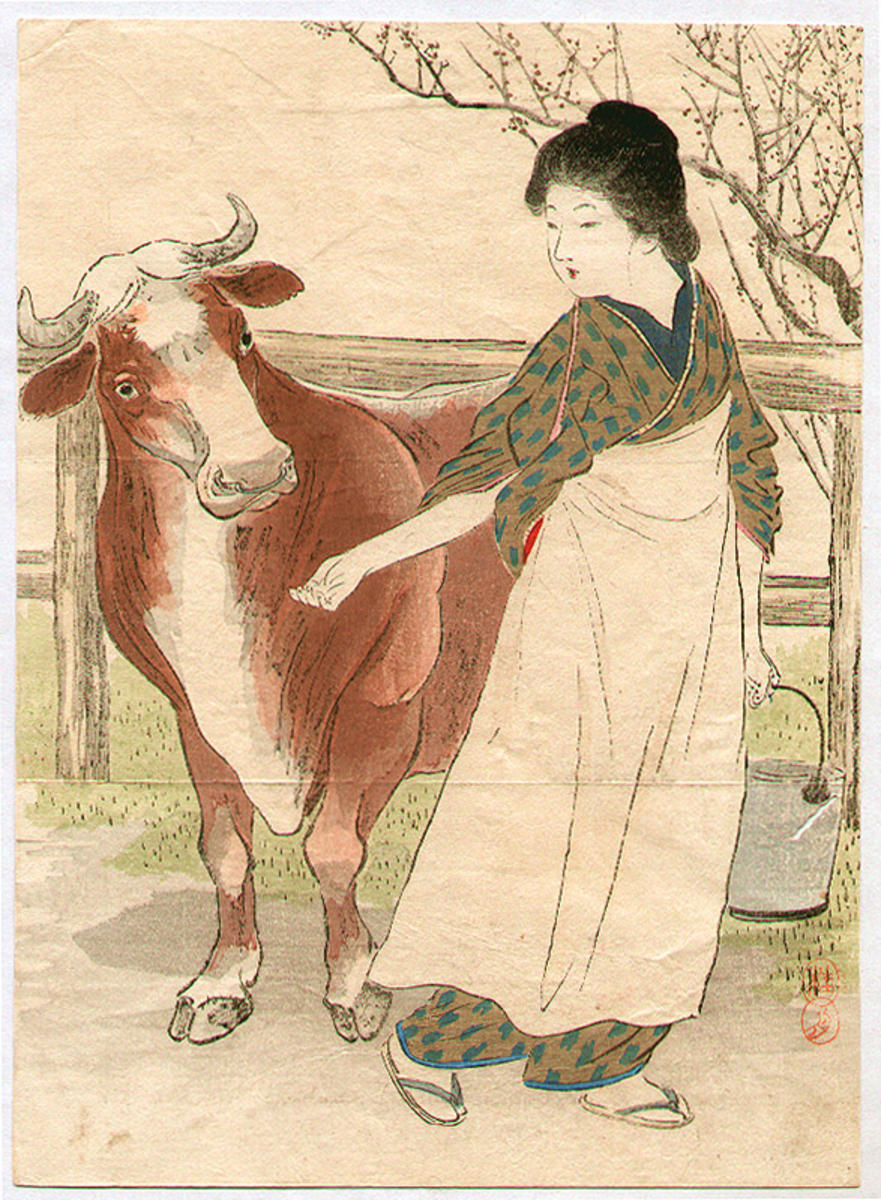
着物にエプロン姿。武内桂舟画。1913年

エプロンは、衣服の汚れを防ぐために着用される前掛けである。胸当て付きのものもある。衛生面から着られるほか、その下の服が傷付いたり汚れたりすることを防ぐ目的でも着られる。大小様々なポケットが付いた製品も大変便利であり、調理や食事、手工業、美術制作などの場で用いられることが多い。
英語のエプロン (apron) は、"a napron"（ナプロン）が "an apron" の綴りであるとの誤解が広まったために生まれた言葉であるが、語源となった言葉は現在は使われていない。

## 用途
エプロンは様々な職業で制服としても用いられており、ウェイトレス、看護師、メイドなどが着ている。また、ファッションとして身につける場合もある。用途に応じて様々な型があり、下腹部から膝上までのものや、胸部から下半身全体を覆うものなど様々である。腰紐、それに長さに応じて肩紐を使用して身につける。肩紐と腰紐が一体化してエプロンの重さが均等に体に分散する（重さが首に集中しない）タイプが快適と考えられている。

## 生地
一般的に使用されるエプロンは、布で作られるが、必要に応じて他の素材からも作られる。
- 危険な化学薬品を取り扱う職業の人は、ゴムでできたエプロンを用い、万が一、体にかかっても、皮膚を傷つけることがないようにしている。
- X線写真機など放射性物質を取り扱う技術者は、鉛が縫いこまれたエプロンを身につけ、被曝を避ける。
- 水産物を扱う人は、ゴム・ビニール製で胸当て付きのものが使用される。
- ジンギスカン専門店などの外食店では、油跳ね防止の専用のビニール製の簡易エプロンがある。紙製の使い捨てのものもある。

## スタイル
エプロンには目的用途に応じて様々なスタイルがあるが、基本的な分類としては、腰から下の下半身を覆うウエスト・エプロンと、胸当てが付き、上半身と下半身の両方を覆うビブ・エプロンがある。 
通常、エプロンはリボンのような布片によって背中で結ばれて固定される。 ビブ・エプロンには首を通す1本の紐が付いている（おそらく今日これが最も一般的である）か、あるいは、背中で交差して腰紐と繋がる二本の肩紐が付いている。
前者のデザインには、簡単に着用出来るという利点があるが、少々動きにくいという欠点がある。また、後者のデザインには、着用しにくい反面、着心地をより快適にするという利点がある。
他のタイプのエプロンとしてはピナフォア(pinafore)やコブラー(Cobbler)・エプロンなどがあり、さらに、これらのエプロンには袖を覆うタイプもある。
ピナフォアは胸当てが付いている点でビブ・エプロンと共通するが、主に肩紐に大きなフリルのついたメイド風のエプロンのことを指す。
日本では、ウエスト・エプロンをサロン・エプロン（Salon/Sarong Apron)と呼ぶことも多いようだが、英語圏においてこのような表現はなく、日本国内のみで通じる和製英語と考えられる。
現代のエプロンには、これらの分類には含まれないユニークなデザインがある。特に近年の日本ではメイドカフェのブームによって、コスチュームとしてのメイド服が見直されており、その中で実に様々なエプロンがデザインされている。

## 文化

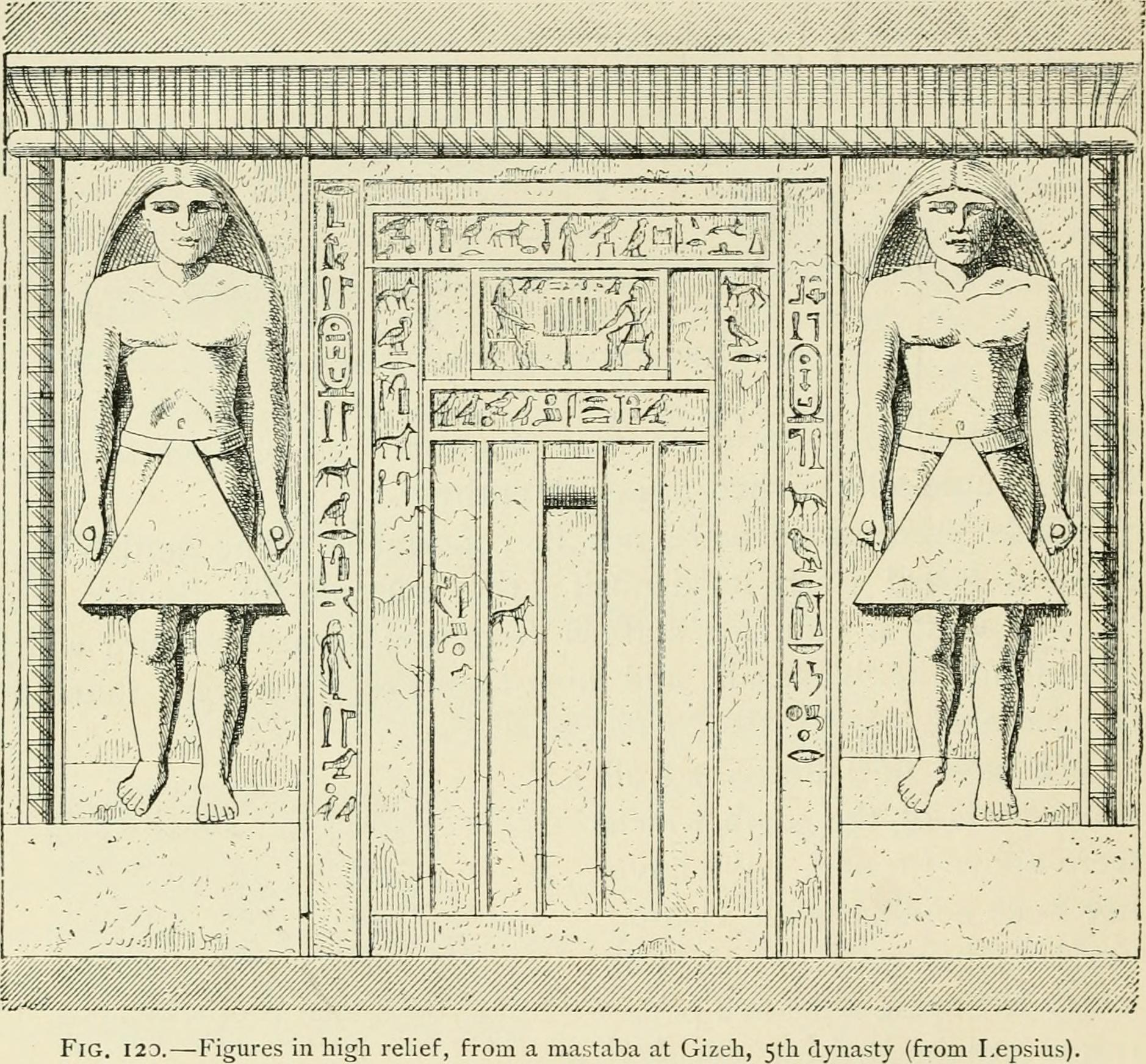
エジプト第5王朝のレリーフ

古代エジプトの多くの壁画や彫像には、男性が三角形のエプロンを身につけている姿が数多く確認できる。このファッションは古王国時代ごろから始まり、丈長の衣服が現れる新王国時代まで、階級を問わず行われていた。
中世以後の西欧では、聖職者や上流階級の婦人のあいだで豪華な飾りエプロンが流行した。その後、近代に近づくにつれて用途に応じて形や素材、色相などが多様化し、次第にエプロンには身分や階層といった記号性が付与されていった。清潔な実用エプロンはメイドや女中のユニフォームとなり、女中そのものを表象するアイテムとなった。
18-19世紀の西欧では暗黙裡にエプロンに「支配者に陵辱される身体」というエロティックな身体記号が付与されるようになり、文学を中心に影響を与えた。このエプロンに付与されたイメージは、20世紀初頭のアメリカから発した女中を持たない専業主婦文化によって一旦封じ込められた。
西欧文化の流入が盛んだった明治時代の日本にメイドのエプロンが紹介されたが、庶民には同時期に現れた割烹着のほうが受け入れられ、広まることはなかった。大正時代になりカフェーの流行とともに、サロンエプロンが女給の着衣として流行し始める。戦前の文学などに登場するカフェ女給のイメージには、西欧で確立したエロティックな身体記号を含んでいるものが多い。
戦後の日本では、エプロンはプロパガンダの小道具として活用された。GHQ主導の啓蒙教化運動のなかで、女性解放のイメージとして白いエプロンを着用した洋装の主婦の図像が多用された。婦人誌のグラビアや映画などでも、新生活や若い世代の象徴として白いエプロンが盛んに使用された。